# Питер Пэн в Кенсингтонском саду
«Питер Пэн в Кенсингтонском саду» (англ. Peter Pan in Kensington Gardens) — сказочная повесть Джеймса Барри, самое раннее из его произведений о Питере Пэне. Повесть состоит из шести глав и исходно  представляет собой часть романа Барри «Белая птичка», опубликованного в 1902 году. Позже Барри написал о Питере Пэне пьесу «Питер Пэн, или Мальчик, который не хотел расти», которая была поставлена на сцене в Лондоне в 1904 году и имела большой успех. В 1906 году главы о Питере Пэне из «Белой птички» были изданы как самостоятельное произведение «Питер Пэн в Кенсингтонском саду»; это издание проиллюстрировал Артур Рэкем.
В книге рассказывается о том, как младенец Питер Пэн убежал из дома и сначала не захотел, а потом не смог вернуться домой к маме, и остался жить в Кенсингтонских садах, познакомившись там с феями. Продолжением истории о Питере Пэне стала книга «Питер и Венди», опубликованная в 1911 году. Выбор места действия обусловлен тем, что автор жил неподалёку.

## Сюжет

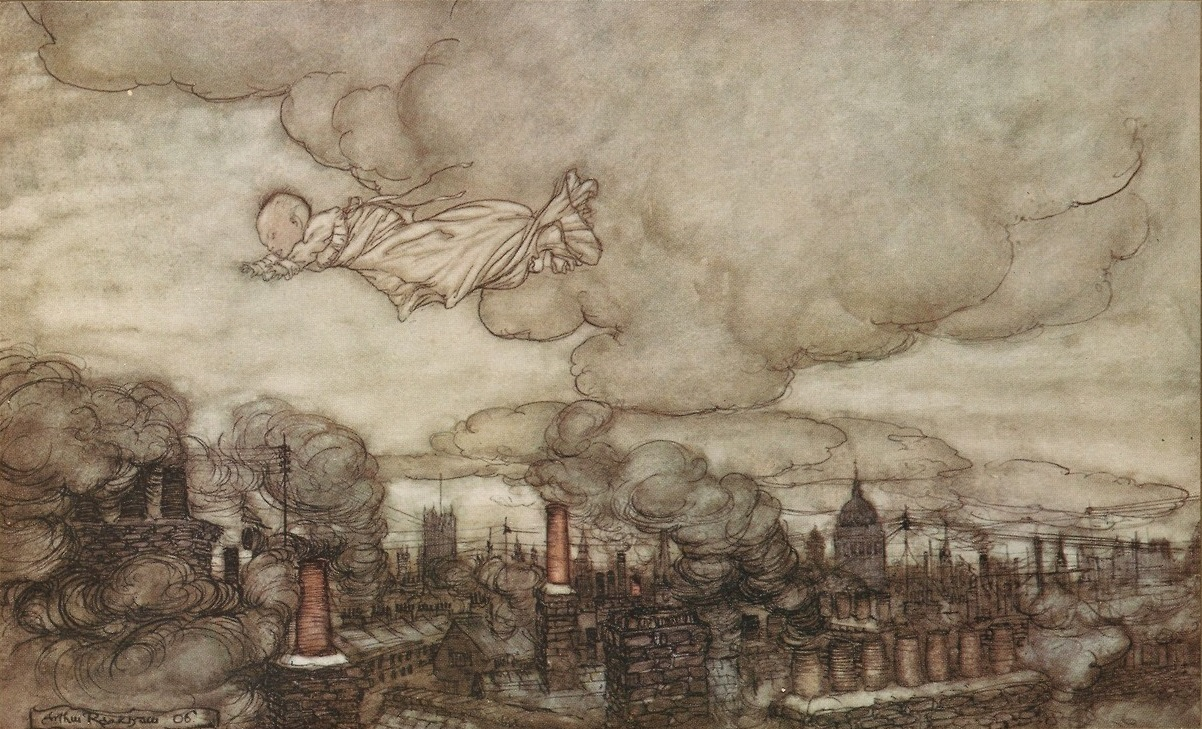
Малыш Питер улетает из дома (илл. Артура Рэкема)

Повествование начинается с краткой экскурсии по Кенсингтонскому саду, которую рассказчик проводит для читателя (при этом рассказчик упоминает, что обычно гуляет по саду с мальчиком Дэвидом). Рассказчик описывает главные достопримечательности сада — Главную аллею и Круглый пруд, Горку и Колодец Святого Говора, озеро Серпантин и Остров птиц, а также упоминает разные случаи, которые происходили в садах с гуляющими там мальчиками и девочками. Именно на Острове птиц рождаются птицы, которые позже превращаются в детей, поэтому те родители, которым нужен ребёнок, отправляют на остров записку с просьбой прислать им мальчика или девочку.
Затем начинается история мальчика по имени Питер Пэн, который, как пишет автор, только наполовину человек и живёт на свете с незапамятных времён. Питер сбежал из дома через окно, когда ему было семь дней от роду (как говорит рассказчик, все дети рождаются в виде птиц, поэтому сначала все они умеют летать и только и думают о побеге из дома). Он улетел обратно в Кенсингтонский сад, когда тот был закрыт на ночь, однако обнаружил, что живущие там феи и эльфы сторонятся его. Мудрый ворон Соломон сообщает Питеру, что тот уже превратился в человека, однако теперь так и останется наполовину человеком и наполовину птицей. Утратив со временем способность летать, Питер стал жить на Острове птиц, свил себе гнездо и сделал дудочку из тростника. При этом он мечтал попасть в Сад и поиграть с другими детьми, но не умел плавать.

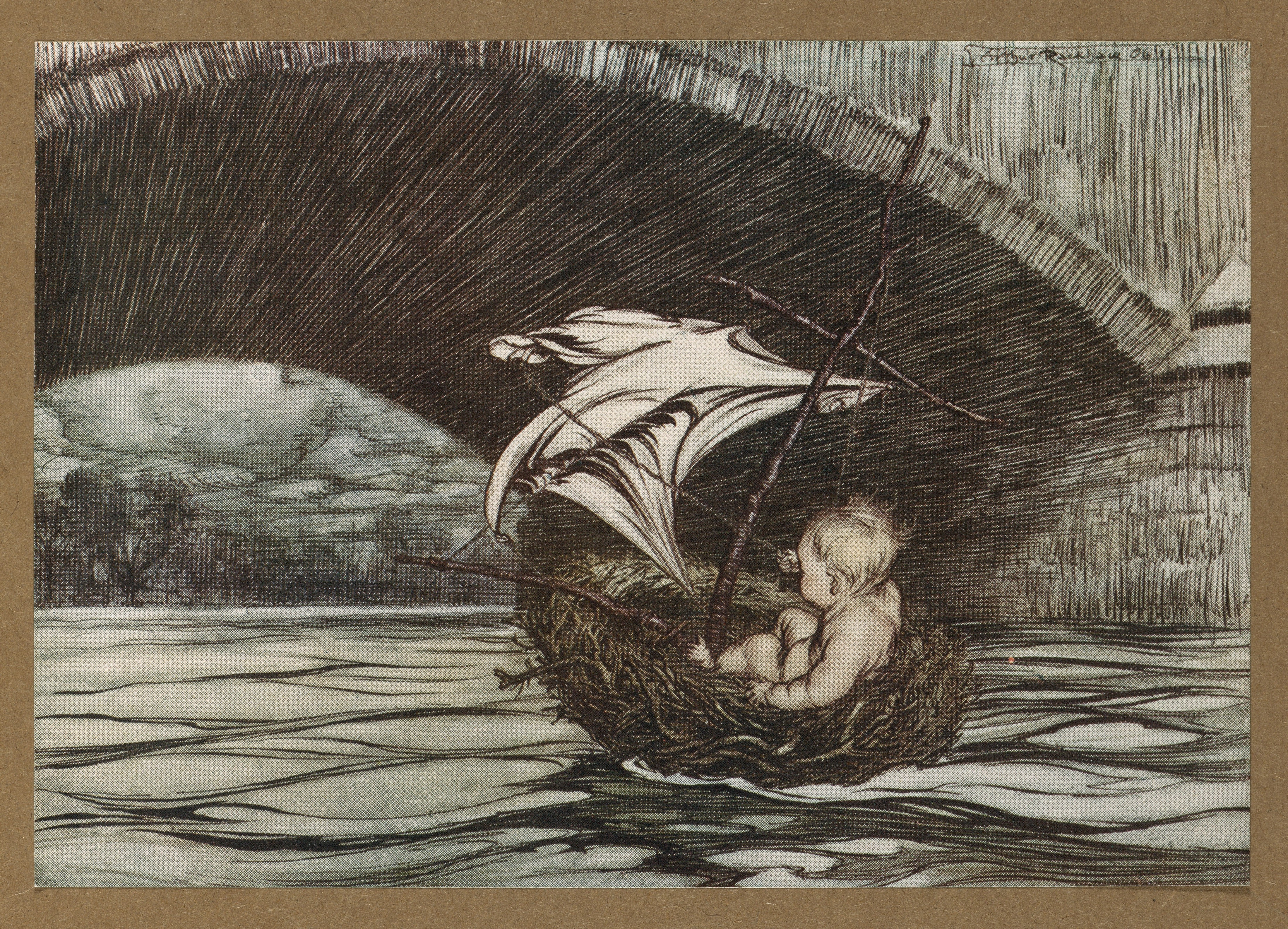
Питер переплывает Серпантин (илл. Артура Рэкема)

Однажды к острову прибивает кораблик, сделанный из пятифунтовой купюры, и Питер предлагает щедрую награду дроздам, если они построят для него большое гнездо, которое будет держаться на воде. Сделав парус из остатков своей пижамы, Питер доплывает в гнезде до Сада, где знакомится с феями и эльфами, которые позволяют ему гулять по саду во время закрытия. Питер начинает приходить в сад каждую ночь и играть там, но делает это совсем не так, как обычные дети, потому что не знает, как они играют. Кроме того, Питер выступает в роли музыканта на балах у фей, за что королева фей обещает исполнить его самое заветное желание.
Питер говорит феям, что хотел бы вернуться к маме, и при помощи пыльцы с их крылышек летит домой. Он видит свою маму, тоскующую по своему потерянному сыну, но не находит в себе силы открыться ей, оставив вольную жизнь в Саду. Когда же Питер всё-таки решает окончательно вернуться к маме, окно дома оказывается закрытым, и в комнате с мамой спит другой малыш.
Спустя много лет с Питером знакомится Мейни Маннеринг — четырёхлетняя девочка, которая однажды зимой спряталась в Саду после закрытия и ночью смогла наблюдать праздник фей, и для которой феи построили маленький домик, когда она уснула. Питер предлагает Мейни пожениться, и она соглашается, однако не решается остаться там навсегда из опасения, что она больше никогда не увидит свою маму. Однако позже Мейми оставляет в Саду для Питера подарок — воображаемого козлика, которого феи превращают в настоящего. С тех пор феи по ночам строят в Саду домик для детей, которые могут случайно остаться в Саду после закрытия, а Питер Пэн объезжает Сад на своём козлике в поисках потерявшихся малышей. Если же малыши всё-таки гибнут от холода и голода, Питер копает для них могилки и ставит на них надгробные камешки.

## Персонажи
- Питер Пэн
- Мама Питера

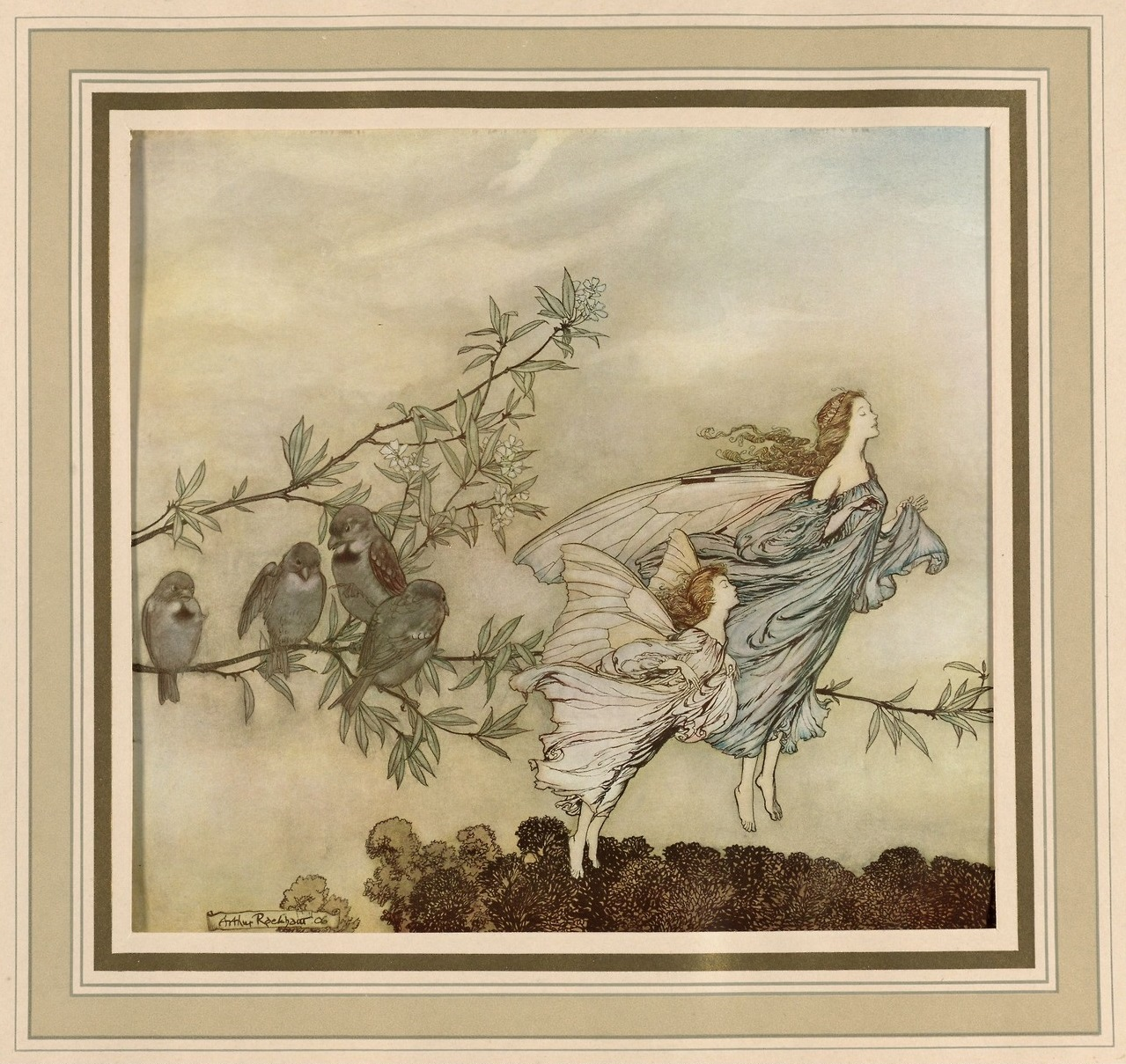
Феи и птицы (илл. Артура Рэкема)

- Соломон — старый мудрый ворон на Острове птиц
- Мейми Маннеринг — девочка четырёх лет, побывавшая на празднике фей и первая из людей познакомившаяся с Питером Пэном
- Тони — старший брат Мейми
- Мама Мейми и Тони
- Королева Маб — фея, повелительница Сада
- Герцог Рождественских Маргариток — восточный эльф, который ни в кого не мог влюбиться
- Брауни — простая фея, в которую влюбился Герцог

## Русские переводы
В русских переводах «Кенсингтонские сады» в названии и тексте даются в единственном числе. История о Питере Пэне, изложенная в романе «Белая птичка», была переведена на русский язык ещё в 1917 году, когда в журнале «Летопись» был опубликован перевод А. Ф. Даманской. Позже перевод издавался отдельной книгой в Петрограде, Праге и Берлине.
В СССР повесть была переведёна только в 1980-е годы Алексеем Слобожаном и опубликована в сборнике «Сказки английских писателей» в 1986 году, а затем переиздавалась в других сборниках. Позже появились переводы-пересказы книги, выполненные Ириной Токмаковой (которая переводила и «Питер и Венди») и Геленой Гринёвой (также проиллюстрировавшей книгу).

## Статуя Питера Пэна

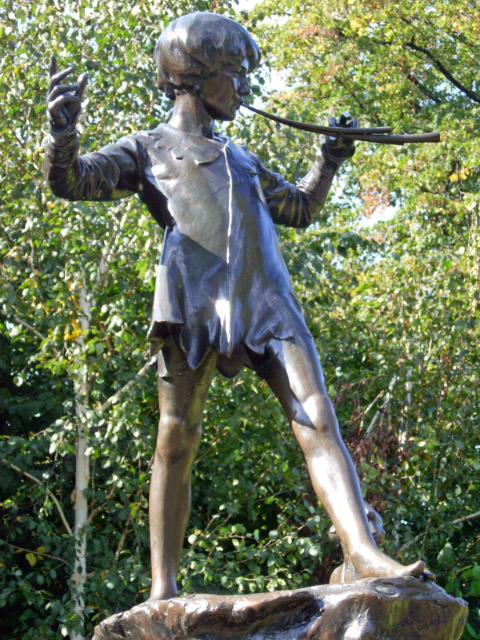
Статуя

В 1912 году в Кенсингтонском саду по заказу Дж. Барри была установлена бронзовая скульптура Питера Пэна авторства Джорджа Фрэмптона.
Скульптура изображает Питера Пэна, играющего на дудочке. На постаменте — фигурки фей, белок, кроликов и мышей, которые слушают игру Питера. Впоследствии было отлито ещё шесть копий данной скульптуры, которые находятся в парках Ливерпуля в Англии, Брюсселя в Бельгии, Камдена в США, Торонто и Сент-Джонса в Канаде и Перта в Австралии.